# Мътница (приток на Чепинска река)
Вижте пояснителната страница за други значения на Мътница.
Мътница е река в Южна България – Област Пазарджик, общини Ракитово и Велинград, десен приток на Чепинска река. Дължината ѝ е 16,3 km.
Река Мътница изтича от язовир Батак, от кота 1105 m н.в. Първите 2 km тече на север-североизток, а след това на запад-северозапад в дълбока и гориста долина. Преди село Дорково завива на югозапад и навлиза в Чепинската котловина, където долината ѝ е широка и заета от обработваеми земи. При град Костандово завива на запад и след 8 km се влива отдясно в Чепинска река на 735 m н.в., в североизточната част на Велинград.
Речната тераса в долината на реката е изградена от пясъци, дребни валуни, песъчливи глини и фини глинести прослойки. Поради потъването на Чепинската котловина и издигането на ограждащите я големи земекорни блокове Сюткя, Боженец и Снежанка долината на река Мътница е с антецедентен произход. След Костандово коритото ѝ е коригирано с водозащитни диги.
Мътница има два основни леви притока: Връбница и Ракитовска Стара река.
Реката е с дъждовно-снежно подхранване, като максимумът е в периода април-май, а минимумът – септември. Среденият годишен отток зависи от изпусканата през годината вода от язовир Батак

## Селища
По течението на реката са разположени 3 населени места, в т.ч. 2 град и 1 села:
- Община Ракитово – Дорково, Костандово;
- Община Велинград – Велинград.

В долното течение, в Чепинската котловина водите на реката се използват за напояване.

## Топографска карта
- Лист от карта K-35-61. Мащаб: 1 : 100 000.